# 冰島乙組足球聯賽
冰島足球乙組聯賽(2. deild karla) (E. Men's Second Division) 是由冰島足球協會舉辦的職業足球聯賽，是冰島聯賽系統中第三等級的聯賽，於1966年舉辦首屆賽事。2008年賽季由10支球隊擴大到12支球隊。